# Волчик, Владимир Михайлович
Владимир Михайлович Волчик (6 [19] ноября 1917, Петроград — 16 мая 1981, Ленинград) — советский актёр театра и кино.

## Биография
Родился 6 ноября (19) ноября 1917 в Петрограде в многодетной семье рабочего склада, мать работала на швейной фабрике.
Ещё в средней школе, в 1934 году, после участия в художественной выставке учащихся Ленинграда, получил путёвку на обучение в Ленинградском институте живописи, скульптуры и архитектуры (ЛИЖСА). В 1938 учился в актёрской школе при киностудии «Ленфильм», но учёбу там не продолжил, поступил в актёрскую школу при киностудии «Ленфильм», которую окончил в 1938 году и в том же году дебютировал в кино в эпизодах двух историко-революционных фильмах: «Выборгская сторона» Григория Козинцева и Ильи Трауберга и «Человек с ружьём» Сергея Юткевича.
Участник Великой Отечественной войны с 1941 года, командир отдельного маскировочного взвода 6-й воздушной армии. Проявил себя талантливым организатором, неоднократно построенные его взводом ложные аэродромы подвергались бомбардировке авиацией противника. Награждён медалью «За боевые заслуги» (1943) и орденом Красной Звезды (1944), медалью «За победу над Германией», а также польским Крестом Заслуги в бронзе.
В 1945 году, демобилизовавшись, вернулся в штат киностудии «Ленфильм», где работал до 1949 года.
Следующие десять лет работал актёром в театрах — Кировском областном драматическом театре имени С. М. Кирова (1949—1950), Ленинградском Новом театре (1950—1952), Ленинградском театре Балтийского Флота (1952—1956).
В 1958 году вновь был зачислен в штат киностудии «Ленфильм», где работал до выхода на пенсию в 1979 году. Член Союза кинематографистов СССР.
Умер в 1981 году в Ленинграде. Похоронен на Ваганьковском кладбище.

## Фильмография
1. 1938 — Выборгская сторона — секретарь суда
2. 1938 — Человек с ружьём — солдат-конвоир
3. 1939 — Случай на полустанке — парень
4. 1940 — Переход — Рустам
5. 1944 — Зоя — секретарь РК ВЛКСМ Шилов (в титрах — В. Волчек)
6. 1945 — Слон и верёвочка — отец Юры
7. 1946 — Остров Безымянный — Алексей Ткаченко
8. 1956 — Медовый месяц — шофёр
9. 1957 — Бессмертная песня — учитель музыки
10. 1957 — Степан Кольчугин — Шнейдер
11. 1957 — Шторм — старый солдат
12. 1957—1958 — Тихий Дон — следователь
13. 1958 — Андрейка — Ф. Э. Дзержинский
14. 1958 — Голубая стрела — Янсен, диверсант (в титрах — В. Волчек)
15. 1958 — Дорогой мой человек — парень
16. 1958 — ЧП — Чрезвычайное происшествие — американский офицер
17. 1958 — Шофёр поневоле — шофёр-любитель
18. 1959—1961 — Поднятая целина — Василий Атаманчуков (1-я и 2-я серии)
19. 1960 — И снова утро — Николай Николаевич Федосеев, пациент
20. 1960 — Ребята с Канонерского — грузчик металлолома
21. 1960 — Рождённые жить — немецкий офицер
22. 1960—1961 — Балтийское небо — парторг эскадрильи
23. 1961 — Будни и праздники — Гостев
24. 1961 — Василий Докучаев — эпизод
25. 1961 — Вольный ветер — поэт
26. 1961 — Иду к вам — Соломатин
27. 1962 — Закон Антарктиды — Юлий Круминьш
28. 1963 — Ждите нас на рассвете — Лайош Варади
29. 1963 — Трое суток после бессмертия — майор гестапо
30. 1964 — Гамлет — офицер из охраны короля
31. 1964 — Москва — Генуя — участник конференции
32. 1964 — Пока фронт в обороне — советский офицер на передовой во время сражения
33. 1964 — Ракеты не должны взлететь — серб Атанасио
34. 1965 — Гибель эскадры — высокий матрос
35. 1965 — Заговор послов — налётчик
36. 1966 — В городе С. — пьяный
37. 1966 — Их знали только в лицо — Пауль Норте
38. 1966 — Зимнее утро — дружинник
39. 1966 — Три толстяка — придворный Трёх Толстяков
40. 1967 — Две смерти (ТВ) (короткометражный)
41. 1967 — Десятый шаг — Чижов по прозвищу Полторанесчастья
42. 1967 — Татьянин день — корреспондент
43. 1968 — Армия «Трясогузки» снова в бою — Антон Бедряков
44. 1968 — Моабитская тетрадь — адъютант генерала Розенберга
45. 1969 — Её имя — Весна — матрос-певец Владимир Волчек в госпитале
46. 1969 — Если есть паруса — эпизод
47. 1969 — Невероятный Иегудиил Хламида (ТВ)
48. 1969 — Сердце Бонивура (ТВ) — казак Иванцов
49. 1970 — А человек играет на трубе — Борис, отдыхающий
50. 1970 — Взрыв замедленного действия — эпизод
51. 1971 — Здесь проходит граница (ТВ) — Музафар, хозяин курильни кальянов (1 серия)
52. 1971 — Красная метель — бандит
53. 1971 — Найди меня, Лёня! — Герасим
54. 1972 — Приваловские миллионы — игрок
55. 1973 — Был настоящим трубачом (ТВ) — дирижёр
56. 1973 — Крах инженера Гарина (ТВ) — кельнер в летнем ресторане (3 серия)
57. 1973 — Умные вещи (ТВ) — лакей во дворце
58. 1974 — Пламя — Семён
59. 1974 — Рождённая революцией. Первая серия. Трудная осень (ТВ) — зачинщик митинга у посольства
60. 1975 — Время-не-ждёт (ТВ) — Беттлс, золотоискатель на Аляске
61. 1973—1976 — Дума о Ковпаке. 3-й фильм. Карпаты, Карпаты… (ТВ) — оуновец
62. 1976 — Волшебный круг — эпизод
63. 1976 — Длинное, длинное дело... — посетитель Лужина
64. 1976 — Строговы (ТВ) — старатель из беглых (2 серия)
65. 1977 — Блокада. Часть 2. Серия 1. Ленинградский метроном; Серия 2. Операция «Искра» (ТВ) — работник ленинградского радио
66. 1977 — Чёрная берёза — дядя Игнат
67. 1978 — Соль земли (ТВ) — гость Марьи Григорьевны (3 серия)
68. 1979 — Вторая весна — старый тракторист

#### Озвучивание
1. 1957 — На повороте — Вальдо Труве (дублирует — Гунара Кильгаса)
2. 1959 — Дорога жизни
3. 1959 — Токтогул
4. 1966 — Тайна пещеры Каниюта — Кунград-бий (дублирует — Артыка Джаллыева)